# Addio zio Tom
Addio zio Tom è un film del 1971. È il quinto lungometraggio della coppia di registi formata da Gualtiero Jacopetti e Franco Prosperi, famosi per aver dato origine insieme a Paolo Cavara, al genere mondo movie.

## Trama
A differenza della costruzione documentaristica sull'attualità presente in Africa addio, Jacopetti e Prosperi rivelano subito che lo spettatore si trova davanti a una rappresentazione di fiction: Addio zio Tom è un "documentario nella Storia", che si addentra nell'America schiavista dell'800, fotografata dai due autori in soggettiva, intervistatori moderni e dotati di elicottero, proiettati nel passato e alle prese con personaggi bizzarri e spiazzanti, tutti coinvolti nel traffico di uomini e donne africane.
La storia della schiavitù negli Stati Uniti: l'arrivo sui galeoni, le misure sanitarie d'accoglienza, la vendita, l'utilizzo per i lavori più pesanti, la riduzione a oggetti di passatempo sessuale nelle case private e nei bordelli, l'appoggio delle gerarchie cattoliche allo schiavismo, le battute di caccia per uccidere i fuggiaschi, l'impiego come stalloni e fattrici per creare altri schiavi.
Ricostruzione storica sotto forma di inchiesta giornalistica, con grandi mezzi produttivi, una moltitudine di comparse haitiane (offerte dal dittatore Doc Chevalier) e altrettanta crudezza realistica, utile per far capire allo spettatore l'orrore che ha davvero subìto il popolo africano. Alle immagini di ricostruzione storica si alternano immagini che rappresentano l'attualità (inizi degli anni settanta) dell'America e del popolo afroamericano.

## Produzione
Il film arrivò alcuni anni dopo le polemiche seguite ad Africa addio, scaturite in seguito alla descrizione dei disagi del continente africano dopo la fine del colonialismo europeo. Fu girato fra gli Stati Uniti ed Haiti grazie alla intercessione del dittatore François Duvalier (Papa Doc) che concesse lo status di corpo diplomatico all'intera troupe per i diciotto mesi di durata delle riprese. In un primo tempo la produzione aveva deciso di utilizzare il Brasile per ricreare le location dell'epoca, ma dopo il blocco imposto dalle autorità di questa nazione, Jacopetti e Prosperi optarono per Haiti.
Ampiamente criticata per razzismo e pretestuosità, nonché per un neo-schiavismo massmediologico nei confronti di una moltitudine di comparse di colore (e spesso nude), fornite dal dittatore haitiano Papa Doc, la pellicola non ha avuto facile circolazione a causa della censura ed è stata inizialmente sequestrata, per essere poi rimontata, con interventi dello stesso Jacopetti, e riedita con il titolo alternativo di Zio Tom.
La versione rimontata di 135 minuti è disponibile in DVD in alcune edizioni estere, tra le quali "The Mondo Cane Collection", cofanetto uscito negli Stati Uniti e comprendente in edizione integrale anche Mondo cane, Mondo cane 2, La donna nel mondo, Africa addio e il documentario The Godfathers of Mondo, sulla carriera dei due registi e sul fenomeno mondo movie. Tuttavia tale film, così come quelli più famosi di questo genere, viene spesso proposto in orario notturno da tv private in Italia, senza alcuna censura.
La colonna sonora è di Riz Ortolani, storico collaboratore di Jacopetti e Prosperi fin da Mondo cane.

## Distribuzione
Il film uscì nelle sale italiane il 23 settembre 1971 col titolo Addio zio Tom, con una durata di 119 minuti e col divieto ai minori di 18 anni. Il film genera ben presto proteste: a Bologna studenti universitari aderenti ai movimenti di Lotta Continua e Potere Operaio insorsero assieme ad altri studenti di origine africana accusando il film di avere una connotazione razzista; un centinaio di essi in occasione della proiezione serale del 7 ottobre si radunarono nei pressi di due cinematografi impedendo l'accesso agli spettatori. La protesta si protrasse per diversi giorni, il 9 cinque ragazzi somali vennero arrestati per l'organizzazione di un corteo non organizzato contro il film. A partire dal 14 ottobre, su ordine emesso dal procuratore della Repubblica di Rimini Giuseppe Scarpa, la pellicola venne sequestrata in molte città italiane, tra cui Rimini, Bari e infine sull'intero territorio nazionale.
(Gualtiero Jacopetti)
Al contrario di quanto si può pensare, le proiezioni del film non vennero bloccate a causa del suo soggetto o della crudezza di alcune immagini, ma da un'accusa di plagio pervenuta dallo scrittore statunitense Joseph Chamberlain Furnas, il quale nel 1957 pubblicò un libro intitolato Goodbye to Uncle Tom, edito in Italia dalla Feltrinelli proprio col titolo Addio, zio Tom, accusando che il contenuto del film fosse un'imitazione dell'opera letteraria.
A causa di ciò la Euro International Film, casa produttrice del film, si vide costretta, per una imminente ridistribuzione nelle sale, a modificare il titolo in Zio Tom. Oltre al titolo, venne completamente rimontato l'intero film: vennero aggiunte scene di attualità della società statunitense con diversi filmati d'archivio, il corteo funebre al funerale di Martin Luther King, disordini da parte di afroamericani, vista della società attuale a New Orleans, filmati raffiguranti dimostranti delle Pantere Nere, degli hippies, pellegrinaggi e carnevali statunitensi; il tutto accompagnato dal commento dalla voce narrante di Stefano Sibaldi, atto a rendere al film un tono più documentaristico. Tali scene non sono state inserite in ordine cronologico ma inframezzate alle precedenti ambientate nel XIX secolo. Da questa edizione vennero eliminate: la sequenza del mercante di schiavi (Mr. Ling), del frustatore professionista, della vecchia signora del sud, dell'agitatore nordista, del veterinario di schiavi, dello schiavo compiacente al mercato, il finale raffigurante Jacopetti e Prosperi in posa per essere fotografati con accanto le prede abbattute nella caccia agli schiavi in cui le vittime si rialzano e molte altre. Con queste modifiche, il film viene ridistribuito nelle sale, ancora col divieto ai minori di 18 anni, sul finire del marzo 1972.
Una terza revisione si ebbe nel 1994; affinché si potesse abbassare il divieto ai minori di 14 anni e poterlo trasmettere più facilmente in televisione vennero apportate ulteriori modifiche rispetto alla precedente edizione: venne eliminata la scena dell'inserimento dei tappi di sughero nell'ano degli schiavi per bloccare la dissenteria; ridotta la sequenza in cui un marinaio costringe uno schiavo a mangiare inserendogli di forza un imbuto in bocca; eliminata la sequenza in cui una schiava immerge il figlio nella mangiatoia somministrandogli la poltiglia presente all'interno; eliminata quasi totalmente la scena dello stupro alle schiave nel fienile e rimossi i fotogrammi finali della scena in cui un nero uccide un bambino bianco sbattendogli la testa contro il muro.